# Gorgia toscana
La gorgia toscana è un fenomeno fonetico che caratterizza, in modo più o meno pronunciato, i dialetti toscani.
Più precisamente, la gorgia riguarda le consonanti occlusive sorde (scempie) /k/ /t/ e /p/, e in misura minore le corrispondenti sonore /ɡ/ /d/ e /b/, oltre che le affricate postalveolari /d͡ʒ/ e /t͡ʃ/ che passano a fricative in posizione postvocalica (e in assenza di raddoppiamento sintagmatico). Molti usano ancora il termine spirantizzazione.
- [k] → [h] → fonema zero (solo in certe zone)
- [t] → [θ] → fonema zero (solo in certi suffissi)
- [p] → [ɸ]
- [ɡ] → [ɣ]
- [d] → [ð]
- [b] → [β]
- [d͡ʒ] → [ʒ]
- [t͡ʃ] → [ʃ]

Un esempio: la parola identificare /identifiˈkare/ verrà pronunciata [iˌðentifiˈhaːre] e non [iˌdentifiˈkaːre]. La gorgia è bloccata dal raddoppiamento sintagmatico: /akˈkasa, parlerakˈkarlo; dakˈkapo/ (a casa, parlerà Carlo, da capo/daccapo). La sequenza [hh] è inesistente nei dialetti italiani.
La consonante che subisce il cambiamento più evidente è /k/, il cui indebolimento è diventato il simbolo più importante dei dialetti parlati in Toscana. In alcune zone della Toscana occidentale arriva al dileguo totale [«zero»]). La /t/ e la /p/ subiscono un cambiamento meno diffuso nel territorio toscano settentrionale.

## Caratteristiche
La gorgia è un fenomeno fonetico, cioè di semplice accento regionale. Non è un fatto fonologico, perché non coinvolge i suoni a livello di sistema: il toscano non ha meno consonanti dell'italiano neutro (anzi, ha esattamente gli stessi fonemi). Talora, in grafia dialettale, viene scritto un apostrofo come per indicare che sia caduta la /k/ in casi in cui viene invece pronunciata una [h]: tale grafia "popolare" sarebbe però fuorviante nel caso del fiorentino, poiché il fonema /k/ non "scompare", ma corrisponderebbe effettivamente alla pronuncia delle aree pisane e livornesi. Nei casi delle altre consonanti affette dalla gorgia, /t/ → [θ] e /p/ → [ɸ], è perfino sconsigliabile tentare di rappresentarne graficamente la pronuncia, se non in IPA. In grafia dialettale, si dovrà scrivere semplicemente "capitani" per [kaɸiˈθaːni].
In sillaba accentata, [k p t] preceduti da un'altra consonante possono realizzarsi come (veri) aspirati [kʰ pʰ tʰ], specie se il contoide è lo stesso, es. [apˈpʰunːto] (appunto), [akˈkʰaːsa] (a casa, con raddoppiamento sintagmatico dovuto alla preposizione 'a(d)').
Con diversa intensità, la spirantizzazione di /k/ rappresenta un continuum linguistico per tutta la valle dell'Arno, nelle città di Prato, Pistoia, Lucca, Pisa, Livorno e dintorni e in Versilia. Per /p/ e /t/, il fenomeno si presenta più evidente nelle città di Firenze e di Siena. Di qui, passando nella alta valle toscana dell'Arno, perde forza ed è più debole anche su /t/ con l'avvicinarsi alla costa. In area costiera la gorgia influisce raramente su /p/ e /t/, fino a scomparire. 
Il confine settentrionale del fenomeno è rappresentato dagli Appennini, mentre il confine meridionale è per lo più indistinto. Tassativamente presente in area senese, ancora forte a San Quirico d'Orcia, tende a scemare nei dialetti toscani più meridionali, come l'aretino, dove il fenomeno è presente come realizzazione minoritaria. A est il fenomeno è presente in alternanza con realizzazioni occlusive piene [k t p] e forme lenite (semi-sonorizzate) nel Casentino (Poppi, Bibbiena, Subbiano), occorre saltuariamente persino ben oltre il Pratomagno (e.g. Pieve Santo Stefano), e si estende più a sud in Val di Chiana. Infine, è presente in modo più lieve anche nei comuni più settentrionali della provincia di Viterbo ed è correttamente presente nel dialetto locale di Bagnoregio.

## Origini
Le origini di tale fenomeno, in passato combattuto e corretto perché considerato un "vizio" volgare dai toscani stessi, restano alquanto oscure; si è a lungo sostenuto che potesse essere un fenomeno di sostrato derivante dalla lingua etrusca, parlata in Toscana almeno fino alla fine del II secolo d.C., della quale l'antica pronuncia avrebbe lasciato traccia nelle famose "aspirate toscane" (principali esponenti di questa ipotesi furono Merlo, Agostiniani, Alinei, Durante, Maestrelli, Pellegrini, Pittau, e altri). Tuttavia tale tesi, inizialmente popolare, è stata notevolmente ridimensionata in anni di studi, definitivamente rigettata come non scientifica negli anni settanta del XX secolo, e poi riconsiderata come possibile per certi aspetti riaprendo la discussione con posizioni meno dogmatiche negli ultimi anni. L'apparente certezza dell'ipotesi del sostrato etrusco offerta dalla corrispondenza territoriale e dalla coincidenza del gruppo di occlusive oggetto di spiralizzazione (c, p, t) è stata messa in dubbio, senza tuttavia essere definitivamente accantonata, sulla base di varie considerazioni: 
- L'ipotesi non sarebbe di fatto dimostrabile, in quanto la precisa fonologia dell'etrusco resta sconosciuta, e l'attribuzione dell'origine di tale fenomeno all'etrusco si basa fondamentalmente su congetture di base storico-geografica piuttosto che linguistica.
- Come rileva Gerhard Rohlfs "la gorgia toscana si concilia piuttosto male con l'antico dominio etrusco. La gorgia va assai oltre il fiume Arno (in Lucchesia e Versilia), antico confine etrusco, mentre manca del tutto fra il fiume Ombrone e il Tevere, centro principale delle grandi città etrusche".
- Ma l'elemento principale che porta alla confutazione della tesi di un'origine etrusca e di ogni altro possibile elemento di sostrato (era stata suggerita, ad esempio, un'origine germanico-longobarda) è che la gorgia sembrerebbe inoltre essere un fenomeno relativamente recente, dato che non è attestata almeno fino al XVI secolo, ed è completamente assente in Corsica, terra fortemente toscanizzata dalla presenza pisana.

Secondo altre ipotesi, oggi maggiormente accreditate e condivise dalla comunità scientifica, la gorgia toscana sarebbe una compensazione strutturale dovuta a un'intervenuta mancanza di opposizione - anche in posizione iniziale - tra [k] e [ɡ], (ad esempio nella coppia callo - gallo, pr. [ˈɡallo]). Principali esponenti di questa ipotesi sono Rohlfs, Cravens, Fiorelli, Franceschi e altri.